# 黄花城长城
40°24′54″N 116°18′47″E / 40.4150°N 116.3131°E

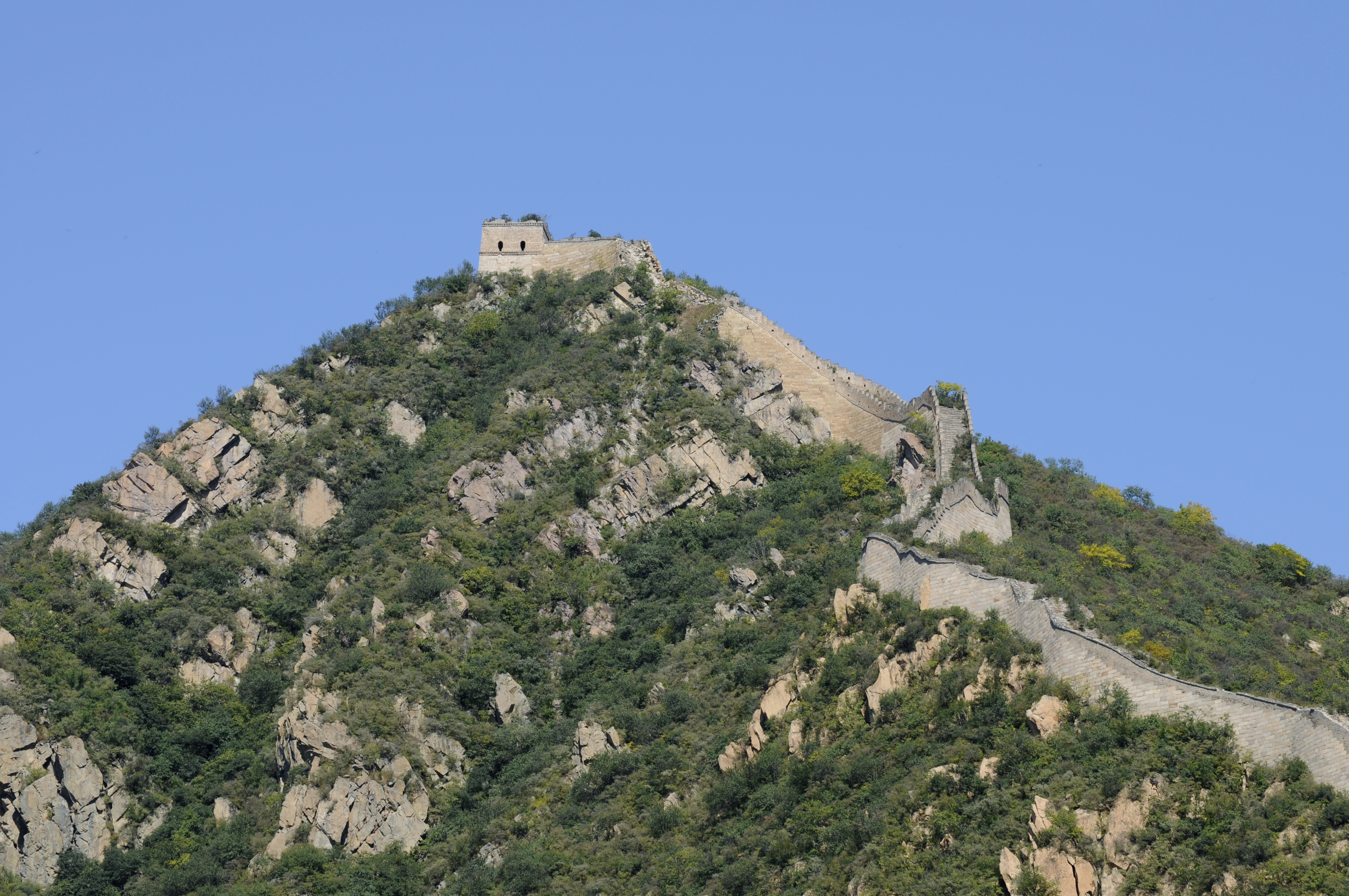
黄花城长城（2011年）

黄花城长城是位於中華人民共和國北京市懷柔區九渡河鎮黃花城村境內的明長城，長度為十幾公里，共有敵台44座，城堡6座。元朝時此地有千戶所，明朝時此地有參將駐守。黄花城长城的關口於永樂、正德和嘉靖年間修建。